# Championnat d'Oman de football 2000-2001
Navigation
Saison précédente Saison 2002-2003
La saison 2000-2001 du Championnat d'Oman de football est la vingt-cinquième édition de la première division au sultanat d'Oman, l'Oman League. Elle rassemble les dix meilleurs clubs du pays au sein d'une poule unique où ils s'affrontent à deux reprises, à domicile et à l'extérieur. En fin de saison, les deux derniers du classement sont relégués et remplacés par les deux meilleurs clubs de deuxième division.
C'est le Dhofar Club qui remporte le championnat cette saison après avoir terminé en tête du classement final, avec cinq points d'avance sur le tenant du titre, Al Oruba Sur et Al-Seeb Sports Club. C'est le huitième titre de champion d'Oman de l'histoire du club.

## Les clubs participants
| - Sur Club - Al-Suwaiq - Dhofar Club - Oman Club - Promu de D2 - Al Ahli Mascate - Promu de D2 | - Al Nasr Salalah - Ruwi FC - Al-Seeb Sports Club - Al Oruba Sur - Boshar Club |

## Compétition
Le barème de points servant à établir le classement se décompose ainsi :
- Victoire : 3 points
- Match nul : 1 point
- Défaite : 0 point

### Classement
| Rang | Équipe              | Pts | J  | G  | N | P  | Bp | Bc | Diff |
| ---- | ------------------- | --- | -- | -- | - | -- | -- | -- | ---- |
| 1    | Dhofar Club         | 41  | 18 | 12 | 5 | 1  | 33 | 13 | +20  |
| 2    | Al Oruba SurT       | 36  | 18 | 11 | 3 | 4  | 32 | 15 | +17  |
| 3    | Al-Seeb Sports Club | 36  | 18 | 10 | 6 | 2  | 28 | 17 | +11  |
| 4    | Al Nasr SalalahC    | 31  | 18 | 9  | 4 | 5  | 33 | 18 | +15  |
| 5    | Al Ahli MascateP    | 22  | 18 | 5  | 7 | 6  | 23 | 22 | +1   |
| 6    | Sur Club            | 22  | 18 | 5  | 7 | 6  | 17 | 21 | -4   |
| 7    | Al-Suwaiq           | 22  | 18 | 6  | 4 | 8  | 20 | 25 | -5   |
| 8    | Oman ClubP          | 17  | 18 | 4  | 5 | 9  | 25 | 28 | -3   |
| 9    | Ruwi FC             | 13  | 18 | 2  | 7 | 9  | 10 | 30 | -20  |
| 10   | Boshar Club         | 5   | 18 | 1  | 2 | 15 | 10 | 42 | -32  |

|  | Qualification pour la Coupe du golfe des clubs champions 2002        |
|  | Relégation directe en deuxième division                              |
|  | T : Tenant du titre C : Vainqueur de la Coupe d'Oman P : Promu de D2 |

## Bilan de la saison
| Championnat d'Oman de football 2000-2001                        |                        |
| Champion                                                        | Dhofar Club (8e titre) |
| Coupes et trophées                                              |                        |
| Vainqueur de la Coupe d'Oman 2000-2001                          | Al Nasr Salalah        |
| Qualifications continentales                                    |                        |
| Coupe d'Asie des clubs champions 2001-2002                      | Aucun                  |
| Coupe d'Asie des vainqueurs de coupe de football 2001-2002      | Aucun                  |
| Coupe du golfe des clubs champions 2002                         | Dhofar Club            |
| Promotions et relégations                                       |                        |
| Promus en Oman League                                           | Al Khabura             |
| Promus en Oman League                                           | Sedab Club             |
| Relégués en Championnat d'Oman de football de deuxième division | Ruwi FC                |
| Relégués en Championnat d'Oman de football de deuxième division | Boshar Club            |